# Мефодий (Зайцев)
Епи́скоп Мефо́дий (в миру Дмитрий Анатольевич Зайцев; 25 октября 1978, Казань) — архиерей Русской православной церкви, епископ Альметьевский и Бугульминский.
Тезоименитство 11/24 мая (равноапостольного Мефодия Моравского, учителя Словеснкого)

## Биография
Учился в средней школе № 135 города Казани с 1987 по 1993 год.
В 1993 году ушёл в Раифский Богородицкий мужской монастырь, где нёс послушания алтарника, ризничего, звонаря, просфорника, экскурсовода.
4 апреля 1997 года в Раифском монастыре был пострижен в рясофор. 10 августа того же года в Петропавловском кафедральном соборе Казани был рукоположён в сан диакона.
31 августа 1997 года архиепископом Казанским и Татарстанским Анастасием (Меткиным) был переведён в возрождённый Успенский Свято-Свияжский мужской монастырь.
30 сентября того же года поступил в Православный Свято-Тихоновский гуманитарный университет.
19 марта 1998 года был пострижен в монашество с именем Мефодий в честь святого равноапостольного Мефодия Моравского.
2 мая 1999 года в Троицком соборе Раифского монастыря был рукоположён в сан иеромонаха. В августе того же года был назначен благочинным Свияжского мужского монастыря. Одновременно занимал должность председателя приходского совета Свияжского подворья в Введенской слободе.
13 декабря 2003 года по благословению архиепископа Анастасия был переведён в Иоанно-Предтеченский мужской монастырь города Казани, где дополнительно нёс послушание библиотекаря.
21 июля 2005 года указом архиепископа Казанского и Татарстанского Анастасия был назначен настоятелем Благовещенского собора Казанского Кремля.
В феврале 2008 года назначен наместником Свято-Введенского монастыря города Казани.
Постановлением Священного Синода от 31 марта 2009 года иеромонах Мефодий утверждён в должности наместника Кизического мужского монастыря Казани.
24 мая 2009 года возведён в сан игумена.
Преподаёт Общецерковную историю (III курс) в Казанской Духовной Семинарии.
6 июня 2012 года на заседании Священного Синода Русской православной церкви избран епископом Альметьевским и Бугульминским.
14 июня возведён в сан архимандрита архиепископом Казанским и Татарстанским Анастасием.
11 июля 2012 года в верхнем храме Спасо-Преображенского собора Валаамского ставропигиального мужского монастыря хиротонисан во епископа Альметьевского и Бугульминского. Хиротонию совершили: Патриарх Московский и всея Руси Кирилл, митрополит Саранский и Мордовский Варсонофий (Судаков), архиепископ Казанский и Татарстанский Анастасий, архиепископ Петрозаводский и Карельский Мануил (Павлов), архиепископ Сергиево-Посадский Феогност (Гузиков), епископ Троицкий Панкратий (Жердев), епископ Солнечногорский Сергий (Чашин).

## Награды
- Медаль «За доблестный труд» (Татарстан) (2022 год)[5]